# Drugi multipleks naziemnej telewizji cyfrowej w Polsce
Drugi multipleks naziemnej telewizji cyfrowej w Polsce (MUX 2) – jeden z multipleksów naziemnej telewizji cyfrowej nadawanej na terenie Polski. Oficjalny start drugiego multipleksu naziemnej telewizji cyfrowej to 30 września 2010 roku. Na dzień 23 lipca 2013 roku zasięg multipleksu obejmuje 98,8% populacji kraju.

## Historia
W dniu 29 września 2010 roku podpisano umowę, w której nadawcy prywatni, nadający dotychczas w systemie analogowej telewizji naziemnej (Polsat, TVN, TV 4, TV Puls) przekazali prawo nadawania sygnału drugiego multipleksu Emitelowi (największemu operatorowi naziemnej infrastruktury radiowo-telewizyjnej). Formalnie są to cztery umowy dwustronne między poszczególnymi nadawcami i Emitelem. W ramach współpracy Emitel zapewnia multipleksjację sygnałów, dosył, emisję i utrzymanie.
Drugi multipleks (MUX 2) naziemnej telewizji cyfrowej składa się z ośmiu programów. Każdy z czterech nadawców prywatnych nadawał po dwa programy (do 31 grudnia 2013 roku, do momentu przejęcia przez Telewizję Polsat spółki Polskie Media).
30 sierpnia 2013 roku Telewizja Polsat kupiła spółkę Polskie Media, która posiadała dotychczas obydwa kanały TV4 i TV6. 31 grudnia 2013 Telewizja Polsat stała się bezpośrednim nadawcą kanałów TV4 i TV6, przez co ten nadawca emituje w tym multipleksie cztery programy (czyli połowę zajmowanego przez nadawcę multipleksu).
Po migracji multipleksu do standardu DVB-T2/HEVC kanały należące do TVN Grupy Discovery i Telewizji Puls nadają w jakości HD. Telewizja Puls jako pierwsza podjęła w tej sprawie decyzję, miało to miejsce 21 października 2021. Natomiast TVN podjął tę decyzję 16 listopada. Telewizja Polsat nie ogłosiła wcześniej planów dotyczących rozdzielczości swoich kanałów po migracji do standardu DVB-T2, ale jakość jej kanałów została podwyższona do jakości HD.

## Skład multipleksu
Stan na 27 czerwca 2022 roku.
| LCN | Nazwa kanału | Logo | Nadawca                    | Format obrazu |
| --- | ------------ | ---- | -------------------------- | ------------- |
| 4   | Polsat       |      | Telewizja Polsat           | 16:9 HDTV     |
| 5   | TVN          |      | TVN Warner Bros. Discovery | 16:9 HDTV     |
| 6   | TV4          |      | Telewizja Polsat           | 16:9 HDTV     |
| 7   | TV Puls      |      | Telewizja Puls             | 16:9 HDTV     |
| 8   | TVN 7        |      | TVN Warner Bros. Discovery | 16:9 HDTV     |
| 9   | Puls 2       |      | Telewizja Puls             | 16:9 HDTV     |
| 10  | TV6          |      | Telewizja Polsat           | 16:9 HDTV     |
| 11  | Super Polsat |      | Telewizja Polsat           | 16:9 HDTV     |

## Harmonogram uruchomień
Zasięg ogólnopolski MUX 2 zyskał w lipcu 2011 roku. Uruchomienie multipleksu MUX 2 odbywało się w sześciu etapach:
| Etapy wdrażania multipleksu | Harmonogram | Realizacja |
| --------------------------- | --- | --- |
| Etap 1                      | do 30 września 2010 uruchomienie emisji z 5 obiektów (objęcie zasięgiem 17% mieszkańców Polski)                                                      | uruchomiono 30 września 2010 r. w Warszawie, Poznaniu, Zielonej Górze oraz Żaganiu |
| Etap 2                      | do 31 grudnia 2010 uruchomienie emisji z 7 obiektów (objęcie zasięgiem 35% mieszkańców)                                                              | uruchomiono 23 grudnia 2010 r. w Białej Podlaskiej, Gdańsku, Płocku, Siedlcach, Szczecinie, Pile, Rzeszowie i Wiśle |
| Etap 3                      | do 30 kwietnia 2011 uruchomienie emisji z 6 obiektów (objęcie zasięgiem 46% mieszkańców)                                                             | uruchomiono 19 kwietnia 2011 r. w Białogardzie, Częstochowie, Iławie, Kaliszu, Olsztynie i Świnoujściu |
| Etap 4                      | do 31 lipca 2011 uruchomienie emisji z 22 obiektów (objęcie zasięgiem 87% mieszkańców)                                                               | uruchomiono 31 lipca 2011 r. w Białymstoku, Dęblinie, Elblągu, Katowicach, Kielcach, Kłodzku, Koninie, Koszalinie, Krakowie, Lęborku, Lublinie, Opolu, Przemyślu, Przysusze, Rabce, Suwałkach, Sochaczewie, Szczawnicy, Tarnowie, Wrocławiu, Zakopanem i Zamościu Uruchomienie nadajnika w Bydgoszczy zostało przerwane w wyniku tragicznego wypadku, który wydarzył się podczas prac montażowych. Emisja z nadajnika Bydgoszcz/Trzeciewiec miała zostać uruchomiona do 19 sierpnia 2011 roku. Ku niezadowoleniu odbiorców termin został po raz kolejny przesunięty ze względu na niekorzystne warunki atmosferyczne. Uruchomienie emisji z nadajnika RTCN Trzeciewiec nastąpiło 26 sierpnia 2011 roku o godzinie 6:00. |
| Etap 5                      | do 31 grudnia 2011 uruchomienie emisji z 6 obiektów (objęcie zasięgiem 94% mieszkańców)                                                              | uruchomiono 30 grudnia 2011 r. w Gnieźnie, Gorlicach, Leżajsku, Łodzi, Ostrołęce i Solinie |
| Etap 6                      | do 31 grudnia 2013 osiągnięcie stanu docelowego MUX 2 wraz z uruchomieniem emisji z ostatnich 2 obiektów (objęcie zasięgiem ponad 98,8% mieszkańców) | uruchomiono 8 listopada 2012 r. (przed planowanym terminem), obejmuje nadajniki w Giżycku i Jeleniej Górze |

## Zmiany w składzie multipleksu

### II multipleks telewizyjny od 30 września 2010
| LCN | Nazwa kanału | Nadawca          |
| --- | ------------ | ---------------- |
| 4   | Polsat       | Telewizja Polsat |
| 5   | TVN          | Grupa TVN        |
| 6   | TV4          | Telewizja Polsat |
| 7   | TV Puls      | Telewizja Puls   |

### II multipleks telewizyjny od 1 grudnia 2010[15]
| LCN | Nazwa kanału | Nadawca          |
| --- | ------------ | ---------------- |
| 4   | Polsat       | Telewizja Polsat |
| 5   | TVN          | Grupa TVN        |
| 6   | TV4          | Telewizja Polsat |
| 7   | TV Puls      | Telewizja Puls   |
| 8   | TVN 7        | Grupa TVN        |

### II multipleks telewizyjny od 30 maja 2011[16][17]
| LCN | Nazwa kanału      | Nadawca          |
| --- | ----------------- | ---------------- |
| 4   | Polsat            | Telewizja Polsat |
| 5   | TVN               | Grupa TVN        |
| 6   | TV4               | Telewizja Polsat |
| 7   | TV Puls           | Telewizja Puls   |
| 8   | TVN 7             | Grupa TVN        |
| 10  | TV6               | Telewizja Polsat |
| 11  | Polsat Sport News | Telewizja Polsat |

### II multipleks telewizyjny od 19 lipca 2012[18]
| LCN | Nazwa kanału      | Nadawca          |
| --- | ----------------- | ---------------- |
| 4   | Polsat            | Telewizja Polsat |
| 5   | TVN               | Grupa TVN        |
| 6   | TV4               | Telewizja Polsat |
| 7   | TV Puls           | Telewizja Puls   |
| 8   | TVN 7             | Grupa TVN        |
| 9   | Puls 2            | Telewizja Puls   |
| 10  | TV6               | Telewizja Polsat |
| 11  | Polsat Sport News | Telewizja Polsat |

### II multipleks telewizyjny od 2 stycznia 2017[19]
| LCN | Nazwa kanału | Nadawca          |
| --- | ------------ | ---------------- |
| 4   | Polsat       | Telewizja Polsat |
| 5   | TVN          | Grupa TVN        |
| 6   | TV4          | Telewizja Polsat |
| 7   | TV Puls      | Telewizja Puls   |
| 8   | TVN 7        | Grupa TVN        |
| 9   | Puls 2       | Telewizja Puls   |
| 10  | TV6          | Telewizja Polsat |
| 11  | Super Polsat | Telewizja Polsat |

## Nadajniki multipleksu
| Województwo         | Typ obiektu | Nazwa obiektu                 | Częstotliwość (MHz) | Kanał | Charakterystyka promieniowania | Polaryzacja | Moc (kW) | Data uruchomienia nadajnika |
| ------------------- | ----------- | ----------------------------- | ------------------- | ----- | ------------------------------ | ----------- | -------- | --------------------------- |
| dolnośląskie        | RTCN        | Wrocław/Ślęża                 | 682 MHz             | 47    | dookólna (ND)                  | pozioma (H) | 100 kW   | 18 lipca 2011               |
| dolnośląskie        | RTON        | Jelenia Góra/Śnieżne Kotły    | 682 MHz             | 47    | kierunkowa (D)                 | pozioma (H) | 100 kW   | 7 listopada 2012            |
| dolnośląskie        | RTON        | Kłodzko/Czarna Góra           | 682 MHz             | 47    | kierunkowa (D)                 | pozioma (H) | 50 kW    | 7 lipca 2011                |
| dolnośląskie        | RTON        | Wałbrzych/Chełmiec            | 682 MHz             | 47    | dookólna (ND)                  | pozioma (H) | 2 kW     | 28 marca 2022               |
| kujawsko-pomorskie  | RTCN        | Bydgoszcz/Trzeciewiec         | 562 MHz             | 32    | dookólna (ND)                  | pozioma (H) | 100 kW   | 26 sierpnia 2011            |
| lubelskie           | RTCN        | Lublin/Piaski                 | 618 MHz             | 39    | dookólna (ND)                  | pozioma (H) | 100 kW   | 18 lipca 2011               |
| lubelskie           | RTCN        | Zamość/Tarnawatka             | 618 MHz             | 39    | dookólna (ND)                  | pozioma (H) | 50 kW    | 21 lipca 2011               |
| lubelskie           | RTCN        | Dęblin/Ryki                   | 658 MHz             | 44    | dookólna (ND)                  | pozioma (H) | 20 kW    | 8 lipca 2011                |
| lubelskie           | SLR         | Włodawa/ul. Żołnierzy WiN 22a | 618 MHz             | 39    | kierunkowa (D)                 | pozioma (H) | 1 kW     | 27 czerwca 2022             |
| lubuskie            | RTCN        | Zielona Góra/Jemiołów         | 666 MHz             | 45    | dookólna (ND)                  | pozioma (H) | 100 kW   | 30 września 2010            |
| lubuskie            | RTCN        | Żagań/Wichów                  | 666 MHz             | 45    | dookólna (ND)                  | pozioma (H) | 50 kW    | 30 września 2010            |
| łódzkie             | RTCN        | Łódź/Zygry                    | 666 MHz             | 45    | kierunkowa (D)                 | pozioma (H) | 60 kW    | 23 maja 2022                |
| łódzkie             | SLR         | Łódź/Dąbrowa                  | 666 MHz             | 45    | dookólna (ND)                  | pozioma (H) | 26 kW    | 23 maja 2022                |
| łódzkie             | TSR         | Kamieńsk/Zwałowisko           | 666 MHz             | 45    | dookólna (ND)                  | pozioma (H) | 10 kW    | 23 maja 2022                |
| łódzkie             | TON         | Sieciechów                    | 666 MHz             | 45    | kierunkowa (D)                 | pozioma (H) | 7,9 kW   | 23 maja 2022                |
| małopolskie         | RTCN        | Kraków/Chorągwica             | 490 MHz             | 23    | dookólna (ND)                  | pozioma (H) | 100 kW   | 21 lipca 2011               |
| małopolskie         | RTON        | Tarnów/Góra Świętego Marcina  | 490 MHz             | 23    | kierunkowa (D)                 | pozioma (H) | 45 kW    | 15 lipca 2011               |
| małopolskie         | RTON        | Tarnów/Góra Świętego Marcina  | 594 MHz             | 36    | kierunkowa (D)                 | pozioma (H) | 22 kW    | 23 maja 2022                |
| małopolskie         | RTON        | Szczawnica/Przehyba           | 594 MHz             | 36    | kierunkowa (D)                 | pozioma (H) | 22 kW    | 12 lipca 2011               |
| małopolskie         | RTON        | Zakopane/Gubałówka            | 594 MHz             | 36    | kierunkowa (D)                 | pozioma (H) | 20 kW    | 14 lipca 2011               |
| małopolskie         | RTON        | Rabka/Luboń Wielki            | 594 MHz             | 36    | dookólna (ND)                  | pozioma (H) | 10 kW    | 7 lipca 2011                |
| małopolskie         | TSR         | Gorlice/Maślana Góra          | 594 MHz             | 36    | kierunkowa (D)                 | pozioma (H) | 4,5 kW   | 7 października 2014         |
| mazowieckie         | RTCN        | Warszawa/Raszyn               | 538 MHz             | 29    | dookólna (ND)                  | pozioma (H) | 100 kW   | 30 września 2010            |
| mazowieckie         | RTCN        | Płock/Rachocin                | 658 MHz             | 44    | dookólna (ND)                  | pozioma (H) | 100 kW   | 23 grudnia 2010             |
| mazowieckie         | RTON        | Ostrołęka/Ławy                | 530 MHz             | 28    | dookólna (ND)                  | pozioma (H) | 60 kW    | 23 lipca 2013               |
| mazowieckie         | RTCN        | Przysucha/Kozłowiec           | 658 MHz             | 44    | dookólna (ND)                  | pozioma (H) | 50 kW    | 11 lipca 2011               |
| mazowieckie         | RTCN        | Siedlce/Łosice                | 618 MHz             | 39    | dookólna (ND)                  | pozioma (H) | 50 kW    | 23 grudnia 2010             |
| mazowieckie         | RON         | Skierniewice/Bartniki         | 538 MHz             | 29    | kierunkowa (D)                 | pozioma (H) | 10 kW    | 23 maja 2022                |
| mazowieckie         | SLR         | Różan                         | 530 MHz             | 28    | dookólna (ND)                  | pozioma (H) | 8 kW     | 20 września 2012            |
| mazowieckie         | SLR         | Chruszczewka                  | 618 MHz             | 39    | dookólna (ND)                  | pozioma (H) | 5 kW     | 27 czerwca 2022             |
| mazowieckie         | RTCN        | Warszawa/PKiN                 | 538 MHz             | 29    | dookólna (ND)                  | pozioma (H) | 3 kW     | 30 września 2010            |
| mazowieckie         | RTON        | Ciechanów/ul. Monte Cassino   | 658 MHz             | 44    | dookólna (ND)                  | pozioma (H) | 2,5 kW   | 20 września 2012            |
| opolskie            | RTCN        | Opole/Chrzelice               | 490 MHz             | 23    | dookólna (ND)                  | pozioma (H) | 100 kW   | 15 lipca 2011               |
| opolskie            | TON         | Świerczów                     | 490 MHz             | 23    | kierunkowa (D)                 | pozioma (H) | 4 kW     | 23 maja 2022                |
| podkarpackie        | RTCN        | Rzeszów/Sucha Góra            | 562 MHz             | 32    | dookólna (ND)                  | pozioma (H) | 100 kW   | 23 grudnia 2010             |
| podkarpackie        | RTCN        | Leżajsk/Giedlarowa            | 634 MHz             | 41    | dookólna (ND)                  | pozioma (H) | 100 kW   | 20 września 2012            |
| podkarpackie        | RTCN        | Przemyśl/Tatarska Góra        | 634 MHz             | 41    | kierunkowa (D)                 | pozioma (H) | 20 kW    | 13 lipca 2011               |
| podkarpackie        | RTON        | Solina/Góra Jawor             | 562 MHz             | 32    | dookólna (ND)                  | pozioma (H) | 20 kW    | 30 grudnia 2011             |
| podkarpackie        | TON         | Tarnobrzeg/Machów             | 634 MHz             | 41    | kierunkowa (D)                 | pozioma (H) | 5 kW     | 3 czerwca 2020              |
| podlaskie           | RTCN        | Białystok/Krynice             | 482 MHz             | 22    | dookólna (ND)                  | pozioma (H) | 100 kW   | 22 lipca 2011               |
| podlaskie           | RTCN        | Suwałki/Krzemianucha          | 482 MHz             | 22    | dookólna (ND)                  | pozioma (H) | 20 kW    | 22 lipca 2011               |
| podlaskie           | TON         | Łomża/Szosa Zambrowska        | 482 MHz             | 22    | dookólna (ND)                  | pozioma (H) | 5 kW     | 20 września 2012            |
| pomorskie           | RTCN        | Gdańsk/Chwaszczyno            | 658 MHz             | 44    | kierunkowa (D)                 | pozioma (H) | 100 kW   | 23 grudnia 2010             |
| pomorskie           | RTON        | Lębork/Skórowo Nowe           | 658 MHz             | 44    | dookólna (ND)                  | pozioma (H) | 10 kW    | 18 lipca 2011               |
| śląskie             | RTCN        | Katowice/Kosztowy             | 490 MHz             | 23    | dookólna (ND)                  | pozioma (H) | 100 kW   | 14 lipca 2011               |
| śląskie             | RTCN        | Częstochowa/Wręczyca Wielka   | 562 MHz             | 32    | kierunkowa (D)                 | pozioma (H) | 100 kW   | 19 kwietnia 2011            |
| śląskie             | RTON        | Wisła/Skrzyczne               | 490 MHz             | 23    | kierunkowa (D)                 | pozioma (H) | 50 kW    | 23 grudnia 2010             |
| świętokrzyskie      | RTCN        | Kielce/Święty Krzyż           | 658 MHz             | 44    | dookólna (ND)                  | pozioma (H) | 100 kW   | 16 lipca 2011               |
| świętokrzyskie      | SLR         | Dobromierz                    | 658 MHz             | 44    | dookólna (ND)                  | pozioma (H) | 5 kW     | 23 maja 2022                |
| warmińsko-mazurskie | RTCN        | Olsztyn/Pieczewo              | 530 MHz             | 28    | dookólna (ND)                  | pozioma (H) | 100 kW   | 19 kwietnia 2011            |
| warmińsko-mazurskie | RTCN        | Giżycko/Miłki                 | 482 MHz             | 22    | dookólna (ND)                  | pozioma (H) | 100 kW   | 3 września 2012             |
| warmińsko-mazurskie | RTON        | Iława/Kisielice               | 610 MHz             | 38    | dookólna (ND)                  | pozioma (H) | 100 kW   | 19 kwietnia 2011            |
| warmińsko-mazurskie | RTON        | Elbląg/Jagodnik               | 658 MHz             | 44    | dookólna (ND)                  | pozioma (H) | 10 kW    | 22 lipca 2011               |
| wielkopolskie       | RTCN        | Poznań/Śrem                   | 490 MHz             | 23    | dookólna (ND)                  | pozioma (H) | 100 kW   | 30 września 2010            |
| wielkopolskie       | RTCN        | Konin/Żółwieniec              | 666 MHz             | 45    | dookólna (ND)                  | pozioma (H) | 100 kW   | 1 lipca 2011                |
| wielkopolskie       | RTCN        | Kalisz/Mikstat                | 562 MHz             | 32    | dookólna (ND)                  | pozioma (H) | 45 kW    | 19 kwietnia 2011            |
| wielkopolskie       | RTCN        | Gniezno/Chojna                | 658 MHz             | 44    | dookólna (ND)                  | pozioma (H) | 20 kW    | 30 grudnia 2011             |
| wielkopolskie       | TON         | Gniezno/Dębówiec              | 666 MHz             | 45    | dookólna (ND)                  | pozioma (H) | 4 kW     | 25 kwietnia 2022            |
| zachodniopomorskie  | RTCN        | Szczecin/Kołowo               | 578 MHz             | 34    | kierunkowa (D)                 | pozioma (H) | 100 kW   | 23 grudnia 2010             |
| zachodniopomorskie  | RTCN        | Piła/Rusinowo                 | 658 MHz             | 44    | dookólna (ND)                  | pozioma (H) | 100 kW   | 23 grudnia 2010             |
| zachodniopomorskie  | RTCN        | Koszalin/Gołogóra             | 682 MHz             | 47    | dookólna (ND)                  | pozioma (H) | 100 kW   | 22 lipca 2011               |
| zachodniopomorskie  | RTCN        | Białogard/Sławoborze          | 682 MHz             | 47    | dookólna (ND)                  | pozioma (H) | 50 kW    | 19 kwietnia 2011            |
| zachodniopomorskie  | EKSP        | Grzywacz                      | 578 MHz             | 34    | kierunkowa (D)                 | pozioma (H) | 4 kW     | 25 kwietnia 2022            |

Opracowano na podstawie materiałów źródłowych.